# Chimi Dorji
Chimi Dorji (sinh ngày 22 tháng 12 năm 1993) là một cầu thủ bóng đá người Bhutan, hiện tại thi đấu cho Druk Star. Anh ra mắt lần đầu cho Đội tuyển bóng đá quốc gia Bhutan năm 2009.